# Бжеская, Валентина Ефимовна
Валентина Ефимовна Бжеская (укр. Валентина Юхимівна Бжеська; 22 февраля (5 марта) 1896, Белая Церковь — 12 января 1977, Киев) — украинская советская актриса театра и кино. Заслуженная артистка Украинской ССР (1951), заслуженная артистка Узбекской ССР (1944).

## Биография
Родилась в семье земского фельдшера. Училась в гимназии. В 1924 поступила в театр «Березиль». В 1926 вместе с театром переехала в Харьков. После разгрома театра осталась в труппе Украинского драматического театра имени Шевченко в Харькове до 1938 года. В 1938—1959 играла на сцене Украинского драматического театра имени Франко в Киеве.
Умерла от инсульта.

## Семья
- Первый муж — Бжеский, Георгий Николаевич, наполовину поляк, математик. Сын — Игорь Бжеский, кинорежиссёр.
- Второй муж — Бучма, Амвросий Максимилианович, актёр и режиссёр, народный артист СССР.

## Роли в театре
- 1946 — «Последние» Горького — София
- 1957 — «Филумена Мартурано» Эдуардо Де Филиппо — Розалия[1]
- 1958 — «Горькая доля» Старицкого — Гордиля

## Роли в кино
- 1940 — Ветер с востока — жена Хомы
- 1959 — Его поколение — тётя Паша